# كريستيان جريندهيم
كريستيان جريندهيم (17 يوليو 1983 هاوغسوند النرويج - ) هو لاعب كرة قدم نرويجي، يلعب كلاعب وسط.

## وصلات خارجية
كريستيان جريندهيم على موقع اتحاد النرويج (النرويجية)
- كريستيان جريندهيم على موقع قاعدة بيانات كرة القدم.إي يو (الإنجليزية)
- كريستيان جريندهيم على موقع ناشيونال فوتبول تيمز (الإنجليزية)
- كريستيان جريندهيم على موقع Soccerbase.com (لاعب) (الإنجليزية)
- كريستيان جريندهيم على موقع Soccerway.com (الإنجليزية)
- كريستيان جريندهيم على موقع عالم كرة القدم.نت (الإنجليزية)
- كريستيان جريندهيم على موقع AS.com (الإسبانية)